# Reality Winner
Reality Leigh Winner (ur. 4 grudnia 1991 w Alice) – amerykańska analityczka wojskowa i sygnalistka.
W 2018 została skazana na 5 lat i 3 miesiące więzienia za przekazanie mediom tajnego raportu NSA dotyczącego ingerencji Rosji w wybory prezydenckie w 2016 roku.

## Życiorys
Winner urodziła się jako córka Billie Ronalda Winnerów 4 grudnia 1991 r. w Teksasie i wychowywała się w Kingsville, gdzie ukończyła szkołę średnią H.M. King jako wyróżniająca się uczennica i sportsmenka. Wkrótce po szkole wstąpiła w 2010 r. do armii i od stycznia 2013 do lutego 2017 r. służyła w United States Air Force w stopniu airman first class w 94. Szwadronie Wywiadu w Fort Meade w Maryland. Następnie po kilku miesiącach pracy w klubach fitness, podjęła pracę w firmie Pluribus International Corporation współpracującej z rządową agencją National Security Agency i zamieszkała w Auguście w Georgii. Płynnie posługiwała się farsi, dari i paszto, w związku z czym była tłumaczką i analityczką.
3 czerwca 2017 r. została aresztowana pod zarzutem szpiegostwa, gdyż przekazała do portalu The Intercept informację, że rosyjscy hakerzy zorganizowali operację phishingową, która miała wpływać na wybory prezydenckie w USA z 2016 r., m.in. zaatakowali oprogramowanie używane przy przeprowadzaniu głosowania. Po trwającym rok procesie została skazana 23 sierpnia 2018 r. na 5 lat i 3 miesiące więzienia na podstawie ustawy z 1917 r. o szpiegostwie, mimo że tajne dokumenty przekazała amerykańskim mediom, a nie wrogiemu państwu. W jej sprawie zapadł wyrok najdłuższej kary więzienia, jaką kiedykolwiek zasądzono za przeciek tajnych dokumentów do prasy, choć poszła na ugodę, częściowo przyznając się do winy. Krytycy administracji Donalda Trumpa uznali sprawę Winner za proces pokazowy. W odróżnieniu od Edwarda Snowdena czy Chelsea Manning, na ujawnieniu państwowych sekretów nie zyskała rozpoznawalności. Zdaniem jej matki władze USA umyślnie nie dopuszczały do niej mediów, co potwierdziły m.in. wypowiedzi dziennikarzy CNN, którym odmówiono dostępu do niej. W sprawie bezskutecznie interweniował  Amerykański Komitet na rzecz Wolności Prasy. Wyrok odbywała w więzieniu Carswell w Fort Worth.
2 czerwca 2021 r. została przeniesiona za dobre sprawowanie do ośrodka przejściowego w celu zwolnienia.

## W kulturze
W 2021 r. premierę miał film dokumentalny w reżyserii Sonii Kennebeck pt. United States vs. Reality Winner opowiadający historię Winner.
W 2023 r. ukazał się thriller filmowy Reality w reżyserii Tiny Satter z Sydney Sweeney w roli Reality Winner.